# Jujutla
Jujutla est une municipalité du département d'Ahuachapán au Salvador.